# Hanusek

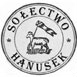
Pieczęć Hanuska

Hanusek (niem. Hanussek) – wieś sołecka w Polsce położona w województwie śląskim, w powiecie tarnogórskim, w gminie Tworóg.
W latach 1975–1998 miejscowość należała administracyjnie do województwa katowickiego.
W okresie hitlerowskiego reżimu w latach 1936-1945 miejscowość nosiła nazwę Stollenwasser.
1 stycznia 1973 włączony do miasta Strzybnica.
W latach 1975–1977 część miasta Tarnowskie Góry,
Według statutu gminy Tworóg miejscowość jest częścią sołectwa o nazwie Boruszowice i Hanusek.